# Будзишевице (гмина)
Будзишевице (пол. Budziszewice) — сельская гмина (волость) в Польше, входит как административная единица в Томашувский повет, Лодзинское воеводство. Население — 2236 человек (на 2004 год).

## Сельские округа
1. Будзишевице
2. Межно
3. Новы-Ренкавец
4. Ренкавец
5. Теодорув
6. Венгжиновице
7. Венгжиновице-Моджеве
8. Залесе

## Прочие поселения
1. Адамув
2. Агнополь
3. Антолин
4. Хеленув
5. Непомуценув
6. Нове-Межно
7. Новы-Юзефув
8. Стары-Юзефув
9. Валентынув

## Соседние гмины
1. Гмина Колюшки
2. Гмина Любохня
3. Гмина Уязд
4. Гмина Желехлинек